# 天主教庫內奧教區
天主教庫內奧教區（拉丁語：Dioecesis Cuneensis）是天主教會在義大利的一個教區。屬都靈總教區。
教區成立於1817年7月17日（1999年2月1日起與佛薩諾教區由同一主教牧養），位於庫內奧省西南部，2006年有教友108,100人，佔轄區總人口90.8%。教區下轄八十二個堂區，有138名司鐸。現任教區主教為若瑟·卡瓦勞托。